# Deborra-Lee Furness
Deborra-Lee Furness (Annandale, 1955. november 30. –) ausztrál színésznő és producer. Hugh Jackman színész felesége.

## Élete
Az új-dél-walesi Sydney egyik külvárosában, Annandale-ben született, és a Victoria állambeli Melbourne-ben nőtt fel. A New York-i Amerikai Színművészeti Akadémián tanult színészetet, ahol 1981-ben vagy 1982-ben végzett. New Yorkban lépett színpadra, majd Kathleent, Cole Gioberti (Billy Moses) ausztrál feleségét alakította a Falcon Crest című televíziós sorozatban, mielőtt visszatért Ausztráliába, hogy folytassa színészi karrierjét.
1988-ban vált ismertté a Shame című filmben játszott szerepével, amelyért elnyerte az ausztrál filmkritikusok körében a legjobb színésznek járó díjat, valamint a Golden Space Needle díját. 1990-ben játszott a Kék kopó című bűnügyi filmben Brian Dennehyvel, Joe Pantolianóval és Bill Paxtonnal a főszerepben. 1995-ben főszerepet játszott a Correlli című televíziós sorozatban, ahol megismerkedett leendő férjével, Hugh Jackmannel.

## Magánélete
Furness Hugh Jackman színész felesége. Az ausztrál Correlli című tévésorozat forgatásán ismerkedtek meg 1995-ben. A házasságkötésre 1996. április 11-én került sor a St. John's templomban, a Victoria állambeli Toorakban, Melbourne egyik külvárosában. Két vetélés után két gyermeket fogadott örökbe Jackmannel: egy 2000-ben született fiút és egy 2005-ben született lányt. 2023. szeptemberében a pár bejelentette, hogy elválnak.

## Kitüntetés
2014-ben az adoptálási kampányban végzett munkájáért az év új-dél-walesi ausztráljának választották.

## Fordítás
- Ez a szócikk részben vagy egészben  a   Deborra-Lee Furness című angol Wikipédia-szócikk fordításán alapul.  Az eredeti cikk szerkesztőit annak laptörténete sorolja fel. Ez a jelzés csupán a megfogalmazás eredetét és a szerzői jogokat jelzi, nem szolgál a cikkben szereplő információk forrásmegjelöléseként.